# Carlos Ruiz
Carlos Ruiz (Guatemalaváros, 1979. szeptember 15.) a guatemalai válogatott labdarúgója és valaha volt legeredményesebb góllövője, jelenleg a guatemalai első osztályban szereplő CSD Municipal játékosa. Beceneve El Pescadito („A kis hal”).

## Karrierje

### Első évei az MLS-ben és a Galaxy-ban
Az első szezonjában MLS aranycipőt szerzett, 24 góllal. A rájátszásban 8 találatot szerzett. A második szezonban 15 góllal Taylor Twellmannal együtt kapott aranycipőt. 2004-ben 11 gólt lőtt. A 2003-2004-es szezonban a Wolverhampton Wanderers csapatánál volt próbán.

### Dallas
2005-ben, amikor Landon Donovan kijelentette, hogy visszatérne, a Los Angeles Galaxy eladta Ruizt. Ruiz az dallasi szezonját 11 góllal és 2 gólpasszal fejezte be. 2006 márciusában Ruiz ollózott gólja a D.C. United ellen, amit a tíz év góljának választottak meg.
Egy 2007-es Houston Dynamo elleni mérkőzés során Ricardo Clark-kal volt "összetűzése", melynek során Clark megrúgta őt a felsőtestén, amikor a földön feküdt. Clark a liga történetének leghosszabb eltiltását kapta.

### Vissza Los Angelesbe
Ruiz 2008 januárjában tért vissza a Galaxyhoz. Azt nyilatkozta, hogy mindent megtett azért, hogy Dallasban bajnoki címet szerezhessen, ám ez nem sikerült.
Az ESPN-nek ezt nyilatkozta: "Még mindig úgy gondolom, hogy a Galaxy az USA legjobb csapata. Nekik van a legjobb egyesületük. A Galaxynál mindig voltak híres játékosok."
1 hónapig sérült volt. 10 mérkőzést játszott, 1 góllal.

### Toronto FC
Ruiz 2008. augusztus 19-én került a Torino FC csapatához, miután a Galaxynál csak egy gólt lőtt. Azt remélték tőle, hogy a TFC góllövését segíti, ám öt meccsén nem talált kapuba egy alkalommal sem. Elengedték, miután a csapat aláírt Dwayne De Rosarióval.

### Club Olimpia Asunción
A Club Olimpia Asunción csapatához Paraguayba 2009. január 31-én írt alá, 82 MLS-beli gól után. 10 gólt lőtt és a klub szurkolóinak egyik kedvence volt. Az egyik legemlékezetesebb gólja a Cerro Porteño ellen volt, ahol a csapat 2-0-ra győzött.

### Puebla FC
Ruiz 2009. június 30-án írt alá a Puebla FC csapatához. Ezáltal teljesült az akarata, miszerint közelebb kerülne a Mexikóban vagy USA-ban élő családtagjaihoz. Itt a Dallasban volt csapattársát, Ramón Núñezt váltotta, aki a rosszul sikerült (5 gól és 6 gólpassz) szezonja után a Cruz Azul csapatához szerződött. A csapatban az első gólját tizenegyesrúgásból szerezte 2009. július 25-én. A 20-as mezszámot viselte, amit a Galaxynál, a Dallasnál és a guatemalai válogatottnál is viselt.

### Válogatott
Ruiz 83 válogatott mérkőzésen 41 gólt szerzett. Részt vett a 2002-es, 2006-os és 2010-es világbajnokság selejtezőin. A 2002-es selejtezőkön 9 mérkőzésen 8 gólt szerzett. Jelentős szerepet vállalt a 2006-os selejtezőkön (Guatemalából a legtöbb góllal).
2008. június 14-én Ruiz megdöntötte Juan Carlos Plata Guatemala számára szerzett góljainak számát, ezzel rekorder lett. Ugyanezen Saint Lucia elleni mérkőzésen lett az első olyan, aki 4 gólt szerzett egy mérkőzésen Guatemalának. A Kuba ellen szerzett 2, a 2010-es világbajnokság selejtezőjén lőtt góllal összesen 6-tal lőtt többet Platánál.

#### Gólok
| #   | Dátum                | Helyszín                  | Ellenfél                        | Végeredmény | Eredmény  | Bajnokság                         |
| --- | -------------------- | ------------------------- | ------------------------------- | ----------- | --------- | --------------------------------- |
| 1.  | 1999. március 19.    | San José, Costa Rica      | Salvador                        | 1–1         | döntetlen | UNCAF-nemzetek kupája             |
| 2.  | 2000. június 18.     | Guatemalaváros, Guatemala | Antigua és Barbuda              | 8–1         | győzelem  | 2002-es világbajnokság selejtező  |
| 3.  | 2000. július 3.      | Montréal, Kanada          | Haiti labdarúgó-válogatott      | 4–1         | vereség   | barátságos                        |
| 4.  | 2000. július 16.     | Guatemalaváros, Guatemala | Egyesült Államok                | 1–1         | döntetlen | 2002-es világbajnokság selejtező  |
| 5.  | 2000. július 22.     | Quetzaltenango, Guatemala | Barbados                        | 2–0         | győzelem  | 2002-es világbajnokság selejtező  |
| 6.  | 2000. október 8.     | Bridgetown, Barbados      | Barbados                        | 3–1         | győzelem  | 2002-es világbajnokság selejtező  |
| 7.  | 2000. november 15.   | Mazatenango, Guatemala    | Costa Rica                      | 2–1         | győzelem  | 2002-es világbajnokság selejtező  |
| 8.  | 2000. november 15.   | Mazatenango, Guatemala    | Costa Rica                      | 2–1         | győzelem  | 2002-es világbajnokság selejtező  |
| 9.  | 2001. január 6.      | Miami, USA                | Costa Rica                      | 2–5         | vereség   | 2002-es világbajnokság selejtező  |
| 10. | 2001. január 6.      | Miami, USA                | Costa Rica                      | 2–4         | vereség   | 2002-es világbajnokság selejtező  |
| 11. | 2002. január 6.      | Havanna, Kuba             | Kuba                            | 1–0         | győzelem  | barátságos                        |
| 12. | 2002. október 31.    | Guatemalaváros, Guatemala | Jamaica                         | 1–1         | döntetlen | barátságos                        |
| 13. | 2003. február 18.    | Panamaváros, Panama       | Nicaragua                       | 5–0         | győzelem  | UNCAF-nemzetek kupája             |
| 14. | 2003. február 18.    | Panamaváros, Panama       | Nicaragua                       | 5–0         | győzelem  | UNCAF-nemzetek Kupája             |
| 15. | 2003. február 18.    | Panamaváros, Panama       | Nicaragua                       | 5–0         | győzelem  | UNCAF-nemzetek Kupája             |
| 16. | 2003. július 17.     | Miami, USA                | Kolumbia                        | 1–1         | döntetlen | 2003-as CONCACAF-aranykupa        |
| 17. | 2004. május 5.       | Guatemalaváros, Guatemala | Haiti                           | 1–0         | győzelem  | barátságos                        |
| 18. | 2004. június 20.     | Guatemalaváros, Guatemala | Suriname-i labdarúgó-válogatott | 3–1         | győzelem  | 2006-os világbajnokság selejtező  |
| 19. | 2004. június 20.     | Guatemalaváros, Guatemala | Suriname                        | 3–1         | győzelem  | 2006-os világbajnokság selejtező  |
| 20. | 2004. augusztus 18.  | Burnaby, Kanada           | Kanada                          | 2–0         | győzelem  | 2006-os világbajnokság selejtező  |
| 21. | 2004. augusztus 18.  | Burnaby, Kanada           | Kanada                          | 2–0         | győzelem  | 2006-os világbajnokság selejtező  |
| 22. | 2004. szeptember 8.  | San Pedro Sula, Honduras  | HON                             | 2–2         | döntetlen | 2006-os világbajnokság selejtezők |
| 23. | 2004. október 13.    | Guatemalaváros, Guatemala | Honduras                        | 1–0         | győzelem  | 2006-os világbajnokság selejtezők |
| 24. | 2004. november 13.   | Washington, USA           | Bolívia                         | 1–0         | győzelem  | barátságos                        |
| 25. | 2004. december 21.   | Caracas, Venezuela        | Venezuela                       | 1–0         | győzelem  | barátságos                        |
| 26. | 2005. január 17.     | Los Angeles, USA          | Colombia                        | 1–1         | döntetlen | barátságos                        |
| 27. | 2005. március 26.    | Guatemalaváros, Guatemala | Trinidad és Tobago              | 5–1         | győzelem  | 2006-os világbajnokság selejtezők |
| 28. | 2005. március 26.    | Guatemalaváros, Guatemala | Trinidad and Tobago             | 5–1         | győzelem  | 2006-os világbajnokság selejtezők |
| 29. | 2005. július 8.      | Carson, USA               | Jamaica                         | 3–4         | vereség   | 2005-ös CONCACAF-aranykupa        |
| 30. | 2005. július 8.      | Carson, USA               | Jamaica                         | 3–4         | vereség   | 2005-ös CONCACAF-aranykupa        |
| 31. | 2005. július 8.      | Carson, USA               | Jamaica                         | 3–4         | vereség   | 2005-ös CONCACAF-aranykupa        |
| 32. | 2005. október 8.     | San Luis Potosí, Mexikó   | Mexikó                          | 2–5         | vereség   | 2006-os világbajnokság selejtezők |
| 33. | 2005. október 12.    | Guatemalaváros, Guatemala | Costa Rica                      | 3–1         | győzelem  | 2006-os világbajnokság selejtezők |
| 34. | 2006. október 10.    | Atlanta, USA              | Honduras                        | 1–2         | vereség   | barátságos                        |
| 35. | 2007. június 12.     | Foxborough, USA           | Trinidad and Tobago             | 1–1         | döntetlen | 2007-es CONCACAF-aranykupa        |
| 36. | 2008. június 14.     | Guatemalaváros, Guatemala | Saint Lucia                     | 6–0         | győzelem  | 2010-es világbajnokság selejtezők |
| 37. | 2008. június 14.     | Guatemalaváros, Guatemala | Saint Lucia                     | 6–0         | győzelem  | 2010-es világbajnokság selejtezők |
| 38. | 2008. június 14.     | Guatemalaváros, Guatemala | Saint Lucia                     | 6–0         | győzelem  | 2010-es világbajnokság selejtezők |
| 39. | 2008. június 14.     | Guatemalaváros, Guatemala | Saint Lucia                     | 6–0         | győzelem  | 2010-es világbajnokság selejtezők |
| 40. | 2008. szeptember 10. | Guatemalaváros, Guatemala | Cuba                            | 4–1         | győzelem  | 2010-es világbajnokság selejtezők |
| 41. | 2008. szeptember 10. | Guatemalaváros, Guatemala | Cuba                            | 4–1         | győzelem  | 2010-es világbajnokság selejtezők |

### Statisztikák
| Év   | Liga                | Csapat             | Mérkőzések | Gólok |
| ---- | ------------------- | ------------------ | ---------- | ----- |
| 2002 | Major League Soccer | Los Angeles Galaxy | 26         | 24    |
| 2003 | Major League Soccer | Los Angeles Galaxy | 26         | 15    |
| 2004 | Major League Soccer | Los Angeles Galaxy | 20         | 11    |
| 2005 | Major League Soccer | FC Dallas          | 19         | 11    |
| 2006 | Major League Soccer | FC Dallas          | 27         | 13    |
| 2007 | Major League Soccer | FC Dallas          | 22         | 7     |
| 2008 | Major League Soccer | Los Angeles Galaxy | 10         | 1     |
| 2008 | Major League Soccer | Toronto FC         | 5          | 0     |

### Díjak

#### Municipal
- 2-szeres bajnok (2000 Clausura, 2002 Clausura)

#### Los Angeles Galaxy
- Bajnok (2002)

#### Egyéni
- MLS MVP (2002)
- MLS aranycipő (24 góllal, 2002)
- MLS aranycipő (holtversenyben, 15 góllal, 2003)

## Élete
Két lánya van, Andrea és Samantha. Két fiatalabb testvére van, akik Kaliforniában élnek és hamarosan a guatemalai válogatott tagjai lesznek, Diego Ortiz Ruiz (16 éves) és Junior Perez Ruiz (18 éves).